# Clyde Sefton
Kevin Clyde Sefton (South Purrembete, Victòria, 20 de gener de 1951) va ser un ciclista australià que fou professional entre 1976 i 1983.
Com a ciclista amateur va prendre part en dues edicions dels Jocs Olímpics. El 1972, a Múnic va guanyar la medalla de plata en la prova en ruta individual, per darrer el neerlandès Hennie Kuiper. En aquests mateixos Jocs va participar en la contrarellotge per equips en què acabà en 17a posició. Quatre anys més tard, a Mont-real tornà a disputar les mateixes proves, però sense sort.
El 1974 guanyà la medalla d'or en la prova en ruta dels Jocs de la Commonwealth i ja com a professional destaca el Campionat d'Austràlia en ruta de 1981 i el Herald Sun Tour del mateix any.

## Palmarès
- 1972
  -  Medalla de plata als Jocs Olímpics de Múnic en ruta individual
- 1973
  - 1r a la Volta a Escòcia i vencedor d'una etapa
- 1974
  -  Medalla d'or als Jocs de la Commonwealth
  - 1r a la Copa de la Pau
- 1978
  - Vencedor de 2 etapes del Herald Sun Tour
- 1979
  - Vencedor de 2 etapes del Herald Sun Tour
- 1980
  - 1r als Sis dies de Melbourne, amb Peter Delongville
  - Vencedor de 2 etapes del Herald Sun Tour
- 1981
  -  Campió d'Austràlia en ruta
  - 1r al Herald Sun Tour i vencedor de 4 etapes
  - 1r al Tour d'Echuca Victoria
- 1982
  - Vencedor de 2 etapes del Herald Sun Tour
- 1983
  - Vencedor de 3 etapes del Herald Sun Tour
  - Vencedor de 4 etapes de la Griffin 1000